# Studeno, Postojna
Studeno je naselje v Občini Postojna.